# Aeroportul Bowerman
Aeroportul Bowerman (IATA: HQM, ICAO: KHQM, FAA LID: HQM) este un aeroport din Comitatul Grays Harbor, Washington, Statele Unite ale Americii ce deservește zona Hoquiam⁠(d). Aeroportul a fost tranzitat în 2019 de 4 pasageri.
Situat la o altitudine de 5 m, aeroportul dispune de 1 pistă.

## Infrastructură

### Piste
Aeroportul dispune de o singură pistă. Pista 6/24 are suprafața de asfalt și dimensiunile 5.000 picioare × 150 picioare. 